# Rhuda lorella
Rhuda lorella är en fjärilsart som beskrevs av Dy 1908. Rhuda lorella ingår i släktet Rhuda och familjen tandspinnare. Inga underarter finns listade.